# La Reina (Chili)
La Reina is een gemeente in de Chileense provincie Santiago in de regio Región Metropolitana. La Reina telde 92.787 inwoners in 2017.